# Годобери (Ботлихский район)
Годобери́ (годоб. Гъиду) — село в Ботлихском районе Дагестана. Центр сельского поселения Сельсовет «Годоберинский».

## Этимология
В устной традиции годоберинцев существует несколько легенд об образовании этого этнонима. Согласно одной из легенд, первые поселенцы этих мест — братья-охотники. Они, по преданию, были меткими стрелками, способными поразить стрелой в глаз летящего ворона. Таким образом, название этнонима происходит от аварского гъеду 'ворона' и бер 'глаз' (букв. 'вороний глаз').

## Географическое положение
Расположено в 9 км к юго-западу от села Ботлих.

## Население
| 1869  | 1888  | 1895  | 1926 | 1939 | 1970  | 1989  |
| ----- | ----- | ----- | ---- | ---- | ----- | ----- |
| 601   | ↗867  | ↗1147 | ↘743 | ↗868 | ↗1767 | ↗1836 |
| 2002  | 2010  | 2021  |      |      |       |       |
| ↗2683 | ↗3049 | ↗3420 |      |      |       |       |

Годобери — одно из трех годоберинских сел в Ботлихском районе. 

## История
В селе обнаружены могильники, относимые археологами к V—VII вв. нашей эры, что говорит о раннем заселении этой территории людьми. 
В советское время было разделено на два села — Верхнее Годобери и Нижнее Годобери соответственно.
Образовано Указом ПВС ДАССР от 17.08.1989 г. путём объединения сел Верхнее и Нижнее Годобери.